# دوري أبطال الخليج للأندية 2017
دوري أبطال الخليج للأندية هي بطولة دوري كرة قدم سنوية تنظم من قبل الاتحاد العربي لكرة القدم لأندية شبه الجزيرة العربية.
يذكر أن بطولة 2017 كانت ستقام بعد تأجيل نسخة عام 2016، وبالتالي ستكون النسخة 31 التي ستقام. ولم تلعب البطولة قط بسبب استمرار الفيفا في حظر الاتحاد الكويتي لكرة القدم.

## الفرق
| الفريق                                              | طريقة التأهل                                        | الظهور                                              | آخر ظهور                                            |
| الداخلون المباشرون لمرحلة المجموعات (المجموعات أ-د) | الداخلون المباشرون لمرحلة المجموعات (المجموعات أ-د) | الداخلون المباشرون لمرحلة المجموعات (المجموعات أ-د) | الداخلون المباشرون لمرحلة المجموعات (المجموعات أ-د) |
| --------------------------------------------------- | --------------------------------------------------- | --------------------------------------------------- | --------------------------------------------------- |
| نادي المحرق                                         | فائز كأس ملك البحرين 2016                           | الثاني عشر                                          | 2014                                                |
| نادي المالكية                                       | ثالث الدوري البحريني الممتاز 2015–16                | الأول                                               | أول مرة                                             |
| نادي السالمية                                       | ثاني الدوري الكويتي 2015–16                         | السادس                                              | 2012-13                                             |
| نادي كاظمة                                          | رابع الدوري الكويتي 2015–16                         | الرابع                                              | 2012                                                |
| نادي السويق                                         | ثاني دوري المحترفين العماني 2015-16                 | الثاني                                              | 2015                                                |
| نادي العروبة (عمان)                                 | ثالث دوري المحترفين العماني 2015-16                 | الثالث                                              | 2009-10                                             |

| الفريق                                              | طريقة التأهل                                        | الظهور                                              | آخر ظهور                                            |
| الداخلون المباشرون لمرحلة المجموعات (المجموعات أ-د) | الداخلون المباشرون لمرحلة المجموعات (المجموعات أ-د) | الداخلون المباشرون لمرحلة المجموعات (المجموعات أ-د) | الداخلون المباشرون لمرحلة المجموعات (المجموعات أ-د) |
| --------------------------------------------------- | --------------------------------------------------- | --------------------------------------------------- | --------------------------------------------------- |
| نادي أم صلال                                        | خامس دوري نجوم قطر 2015–16                          | الثالث                                              | 2008                                                |
| النادي الأهلي (قطر)                                 | ثامن دوري نجوم قطر 2015–16                          | الأول                                               | أول مرة                                             |
| نادي الشباب (السعودية)                              | سادس دوري المحترفين السعودي 2015–16                 | الثالث                                              | 1994                                                |
| نادي الخليج (السعودية)                              | سابع دوري المحترفين السعودي 2015–16                 | الأول                                               | أول مرة                                             |
| نادي الوصل                                          | سادس دوري الخليج العربي للمحترفين 2015–16           | السادس                                              | 2012                                                |
| نادي الظفرة                                         | ثامن دوري الخليج العربي للمحترفين 2015–16           | الأول                                               | أول مرة                                             |

ملاحظة:
- النوادي خاضعة للتغيير من الجمعيات التمثيلية.

## وصلات خارجية
- Official website
- Season at soccerway.com